# MCLOS
MCLOS (sigla di Manual Command to Line Of Sight) è il metodo di prima generazione per la guida dei missili.
Con un missile MCLOS, l'operatore deve tenere d'occhio sia il missile che l'obbiettivo contemporaneamente e guidare il missile all'obbiettivo. Solitamente il missile viene manovrato con un joystick. Il MCLOS richiede un allenamento e una pratica considerevole per essere padroneggiato, oggi è stato principalmente soppiantato dal più semplice SACLOS.

## Precisione
La precisione raggiunta dai missili MCLOS è difficile da raffigurare, siccome è fortemente dipendente dalla bravura dell'operatore. Riscontri attuali mostrano che nelle operazioni di combattimento sia molto più bassa di quella dei missili a guida SACLOS.
- Guerra dei Sei Giorni 1967 - AT-1 Snapper - Utilizzo limitato, solo un carro distrutto viene attribuito con una probabilità di colpire minore del 25%.
- Guerra del Vietnam 1972 - lanciato dalle truppe americane dal francese Nord SS-11 - circa il 10% in confronto al 50% per il SACLOS BGM-71 TOW.
- Guerra dello Yom Kippur 1973 - AT-3 Sagger - tra il 25% all'inizio in mani egiziane ben allenate il 2% alla fine in minor allenate mani Siriane   una volta che la minaccia era scoperta dall'equipaggio dei carri.

## Missili MCLOS
- Wasserfall
- ENTAC
- Shorts Blowpipe
- AT-1 Snapper
- AT-3 Sagger